# Classe CM
La classe CM fu una classe di sommergibili tascabili della Regia Marina.
La costruzione della classe ebbe inizio nel 1943 presso i cantieri C.R.D.A. di Monfalcone; solo tre unità furono impostate prima della stipula dell'armistizio di Cassibile: l'unica unità già varata fu catturata dai tedeschi, completata e poi ceduta alla Marina Nazionale Repubblicana della RSI, senza che fosse tuttavia impiegata in alcun compito operativo; l'unità, come le altre due gemelle mai completate, fu poi demolita nell'immediato dopoguerra.

## Caratteristiche
Il progetto della futura classe CM fu stilato già nel 1937 da parte della ditta Cantieri Riuniti dell'Adriatico (CRDA): l'idea era quella di realizzare un piccolo battello sommergibile tascabile, realizzabile velocemente e in grandi numeri per essere impiegato in azioni di massa contro unità nemiche in navigazione attraverso passaggi obbligati. Il progetto originale, modificato, fu ripresentato nel 1943 e approvato dai comandi della Regia Marina, alle prese con la minaccia di un'invasione anfibia delle coste italiane e necessitanti quindi di disporre in fretta e in gran numero di un battello per la difesa costiera; le nuove unità furono quindi designate con la sigla CM, da "Costiero Modificato".
I CM erano piccoli battelli tascabili a scafo semplice con doppiofondo interno, lunghi fuori tutto 32,9 metri, larghi 2,89 metri e con un pescaggio di 2,77 metri. Il dislocamento in emersione ammontava a 92 tonnellate, che saliva a 114 tonnellate in immersione; la profondità massima di collaudo raggiungibile era di 80 metri. L'equipaggio ammontava a due ufficiali e quattro sottufficiali e marinai.
Il sistema propulsivo si basava, per la navigazione in emersione, su due motrici diesel da 660 hp complessivi, lo stesso apparo motore del carro armato P26/40; per la navigazione in immersione erano invece impiegati due motori elettrici da 120 hp complessivi della CRDA. La velocità massima in emersione toccava i 14 nodi, mentre quella in immersione raggiungeva i 6 nodi; l'autonomia toccava le 2.000 miglia in emersione alla velocità di 9 nodi, mentre quella in immersione si aggirava sulle 70 miglia a 4 nodi di velocità.
L'armamento si basava unicamente su due tubi lanciasiluri da 450 mm fissi a prua, senza siluri di ricarica; inizialmente era prevista anche l'installazione su un affusto "a scomparsa" sul ponte di una mitragliera da 13,7 mm per la difesa antiaerea, che tuttavia non venne poi mai imbarcata.

## Unità
La prima unità della classe (CM 1) fu impostata nei cantieri della CRDA nel maggio 1943, seguita in giugno dalla seconda (CM 2) e in agosto da una terza (CM 3); altre quindici unità avrebbero dovuto seguire nei mesi seguenti, ma nessuna di esse fu poi mai impostata. Un prototipo identico alla prima unità fu ordinato in contemporanea ai cantieri della Caproni, ma la ditta apportò delle modifiche al progetto originario andando quindi a costituire una nuova classe di sommergibili costieri, la classe CC.
Il CM 1 fu varato a Monfalcone il 1º settembre 1943, per poi trasferirsi a Venezia per completare l'allestimento e le prove in mare; qui fu sorpreso dall'annuncio dell'armistizio dell'Italia con gli Alleati l'8 settembre, finendo con l'essere catturato dai tedeschi il 10 settembre seguente. Inizialmente incorporato nella Kriegsmarine con la designazione di U.It 17, fu poco dopo ceduto alla costituenda Marina Nazionale Repubblicana; completato nel dicembre 1944, il battello entrò ufficialmente in servizio il 5 gennaio 1945 a Pola, ma non portò a termine alcuna attività operativa e il 29 aprile 1945 si consegnò alle forze alleate nel porto di Venezia. Restituito alla Regia Marina, fu radiato il 1º febbraio 1948 e avviato alla demolizione.
Il CM 2 fu catturato dai tedeschi il 9 settembre mentre era ancora sullo scalo a Monfalcone. Come il gemello, fu inizialmente assegnato alla Kriegsmarine con la designazione di U.It 18 ma fu quasi subito ritrasferito alla Marina Nazionale; varato nel febbraio 1944, fu danneggiato in un attacco aereo e di conseguenza non venne mai completato né entrò in servizio. Nel dopoguerra lo scafo fu sezionato in tre pezzi per essere esposto presso il Museo Henriquez di Trieste, per poi essere demolito dopo una quindicina di anni. Il gemello CM 3 non venne mai varato e fu demolito sullo scalo a Monfalcone.

### Fonti
1. ↑  Classe C M (1943) - Betasom - XI Gruppo Sommergibili Atlantici.
2. 1 2 3 4 5 6 7  Bagnasco, Brescia 2013, pp. 72-73.